# Komono (Mie)
Komono (jap. 菰野町 Komono-chō) – miasto w Japonii, na wyspie Honsiu, w prefekturze Mie. Według danych na rok 2020 miejscowość zamieszkiwało 40 559 mieszkańców , a gęstość zaludnienia wyniosła 379 os./km².